# Thomas O. Paine
Thomas Otten Paine (Berkeley, 9 novembre 1921 – Los Angeles, 4 maggio 1992) è stato un ingegnere e ricercatore statunitense, amministratore della NASA dal 1969 al 1970.

## Carriera scientifica
Paine iniziò la sua attività scientifica come ricercatore associato presso l'Università di Stanford tra il 1947 e il 1949, dove intraprese studi sulle leghe resistenti ad alte temperature e metalli allo stato liquido in supporto ai programmi di sviluppo di reattori nucleari navali. Nel 1951 si trasferì presso il Meter and Instrument Department di Lynn (Massachusetts) dove assunse il ruolo di direttore dello sviluppo di materiali. Nel 1956 il laboratorio da lui diretto ricevette l'"Award for Outstanding Contribution to Industrial Science" dell'Associazione Americana per l'Avanzamento della Scienza.

## Amministrazione NASA
Paine fu l'Amministratore della NASA che vide il volo delle prime sette missioni Apollo con 20 astronauti che orbitarono attorno alla Terra, 14 attorno alla Luna e 4 atterrare sulla sua superficie. Paine fu inoltre uno dei principali promotori e organizzatori degli sforzi che portarono i Messaggi di Speranza dell'Apollo 11.